# آدم جوزيف
آدم جوزيف (بالإنجليزية: Adam Joseph)‏ هو مغن مؤلف ومغني أمريكي، ولد في 9 نوفمبر 1987.

## وصلات خارجية
- الموقع الرسمي
- آدم جوزيف على موقع IMDb (الإنجليزية)
- آدم جوزيف على موقع قاعدة بيانات الفيلم (الإنجليزية)